# Ciudinți, Kiustendil
Ciudinți (în bulgară Чудинци) este un sat în comuna Kiustendil, regiunea Kiustendil,  Bulgaria. 

## Demografie
Componența etnică a satului Ciudinți
     Nicio identificare (100%)
     Altele (0%)
La recensământul din 2011, populația satului Ciudinți era de 2 locuitori. . Pentru 100,0% din locuitori nu este cunoscută apartenența etnică.